# Otto Scholderer
Otto Franz Scholderer (Francoforte sul Meno, 25 gennaio 1834 – Francoforte sul Meno, 22 gennaio 1902) è stato un pittore tedesco figurativo, attivo nella seconda metà del 1800.

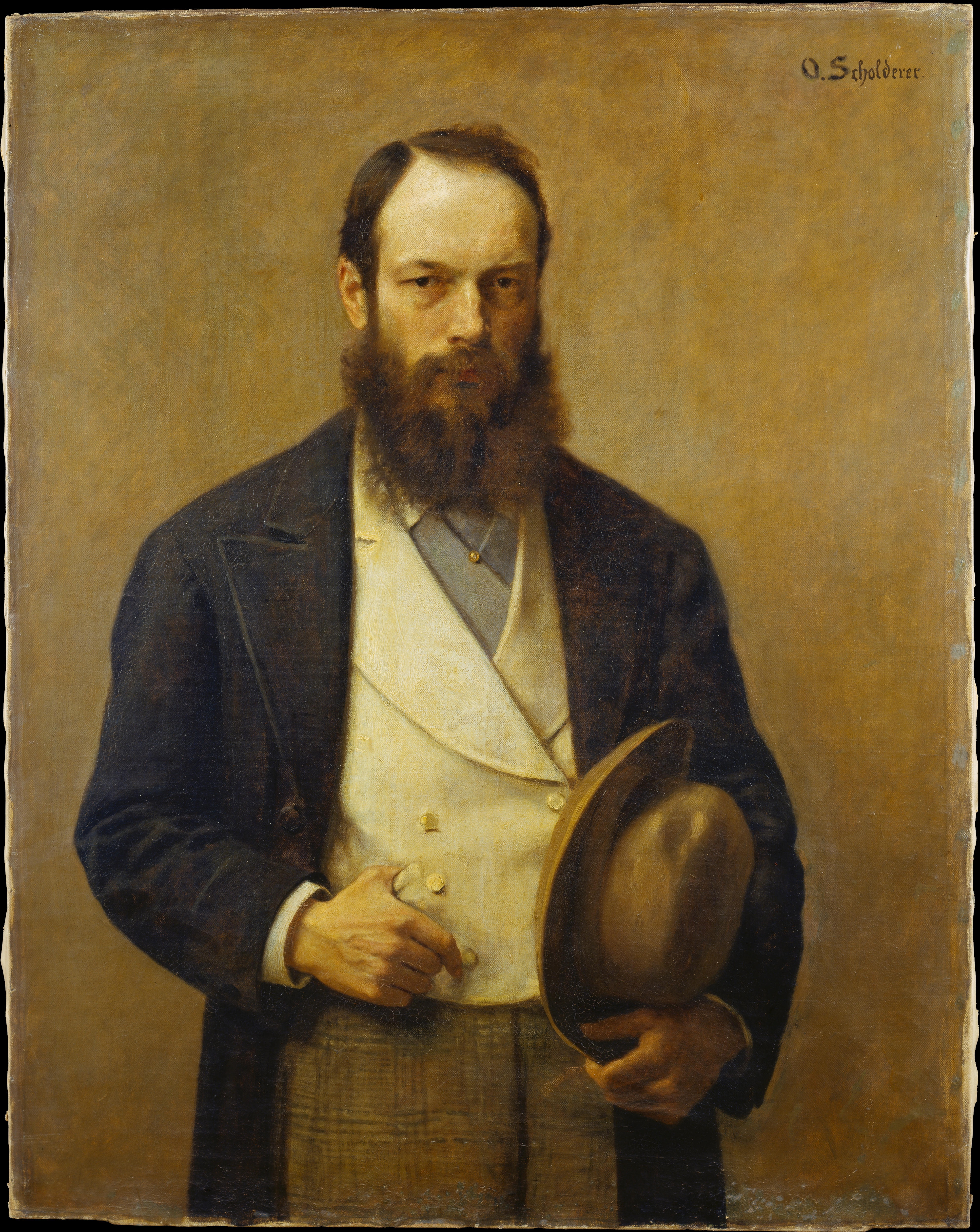
Otto Scholderer
autoritratto 1875-76

Si formò artisticamente a Francoforte sul Meno, sua città natale, sotto la guida di Johann David Passavant, storico dell'arte, e del pittore Jacob Becker.
Subì l'influenza dei francesi Gustave Courbet, Henri Fantin-Latour e Édouard Manet; di questi ultimi due divenne anche amico durante i suoi frequenti viaggi di lavoro a Parigi nel biennio 1857-1858.
Successivamente visse e operò in diverse città della Germania prima di trasferirsi a Londra dove fu attivo per quasi trenta anni prima di tornare nel 1899 nella sua città natale, Francoforte, dove morì all'età di 68 anni il 22 gennaio 1902.
Seppe interpretare il passaggio dal romanticismo all'impressionismo, prima con i suoi paesaggi, particolarmente apprezzati, e poi con i ritratti e le nature morte.
Il ritratto della moglie, realizzato all'incirca nel 1872, si trova alla National Gallery di Londra